# Sdružení obcí Uhlířskojanovicko a Středního posázaví
Sdružení obcí Uhlířskojanovicko a Středního posázaví je dobrovolný svazek obcí podle zákona v okresu Kolín a okresu Kutná Hora, jeho sídlem je Uhlířské Janovice a jeho cílem jsou investiční akce. Sdružuje celkem 20 obcí a byl založen v roce 2000.

## Obce sdružené v mikroregionu
- Uhlířské Janovice
- Kácov
- Rataje nad Sázavou
- Vavřinec
- Košice
- Nepoměřice
- Samopše
- Sudějov
- Petrovice II
- Podveky
- Soběšín
- Rašovice
- Zbizuby
- Úžice
- Ledečko
- Staňkovice
- Čestín
- Onomyšl
- Církvice
- Skvrňov